# Cortodera subpilosa
Cortodera subpilosa là một loài bọ cánh cứng trong họ Cerambycidae.

## Phân bổ
Chúng thường sống trên núi ở Hoa Kỳ.